# Nastro d’Argento/Beste Komödie
Nastro d’Argento: Beste Komödie (Nastro d'argento Migliore commedia)
Dieser Filmpreis wird seit 2009 vom italienischen Filmkritikerverband (Sindacato Nazionale Giornalisti Cinematografici Italiani, SNGCI) vergeben.
| Jahr | Deutscher Titel                                                       | Originaltitel                | Regie                              |
| ---- | --------------------------------------------------------------------- | ---------------------------- | ---------------------------------- |
| 2009 | Ex                                                                    | Ex                           | Fausto Brizzi                      |
| 2010 | Männer al dente                                                       | Mine vaganti                 | Ferzan Özpetek                     |
| 2011 | Nessuno mi può giudicare                                              | Nessuno mi può giudicare     | Massimiliano Bruno                 |
| 2012 | Posti in piedi in paradiso                                            | Posti in piedi in paradiso   | Carlo Verdone                      |
| 2013 | Viaggio sola                                                          | Viaggio sola                 | Maria Sole Tognazzi                |
| 2014 | Song’e Napule                                                         | Song'e Napule                | Manetti Bros                       |
| 2015 | Noi e la Giulia                                                       | Noi e la Giulia              | Edoardo Leo                        |
| 2016 | Perfect Strangers – Wie viele Geheimnisse verträgt eine Freundschaft? | Perfetti sconosciuti         | Paolo Genovese                     |
| 2017 | Ab heute sind wir ehrlich                                             | L'ora legale                 | Salvo Ficarra und Valentino Picone |
| 2018 | Wie eine Katze auf der Autobahn                                       | Come un gatto in tangenziale | Riccardo Milani                    |
| 2019 | Bangla                                                                | Bangla                       | Phaim Bhuiyan                      |